# Klebefliese

Ein dunkelgrauer PVC-Belag mit Schiefer-Struktur wird mithilfe von doppelseitigem Klebeband auf hell-marmorierte Keramikfliesen geklebt.

Klebefliesen sind selbstklebende Fliesen aus PVC und Steinsalz, die mit einer bedruckten Oberfläche und durchsichtigen Nutzschicht versehen sind.
Klebefliesen werden von einigen Herstellern auch mit einer Foliendichtung angeboten, die verhindert, dass in Feuchträumen Wasser hinter die Klebefliesen laufen kann.

## Verlegung
Vor dem Verkleben wird die Schutzfolie auf der Rückseite abgezogen. Der Untergrund muss adhäsiv, staub- und fettfrei sein. Bei der Verlegung auf rauen, porösen oder staubigen Untergründen, wie z. B. Beton oder Estrich, muss gegebenenfalls zunächst Haftgrund oder Tiefengrund und anschließend Dispersionskleber aufgetragen werden.
Es gibt auch wieder ablösbare Klebefliesen, die nach der Nutzung rückstandsfrei wieder entfernt werden können.